# Rolladen-Schneider LS8

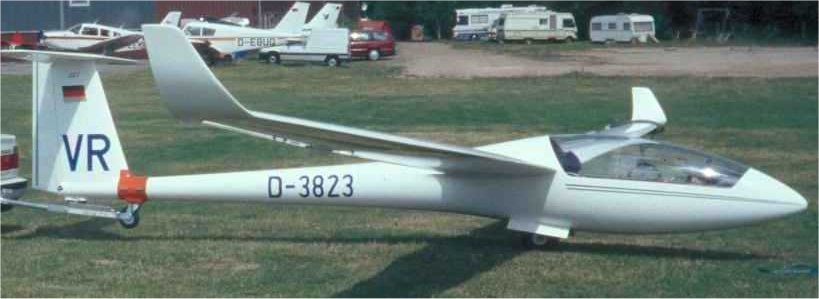
LS8-A

Le Rolladen-Schneider LS8 est un planeur monoplace de Classe Standard en 15 mètres et 18 mètres. Planeur développé par Rolladen-Schneider et entré en production en 1995. À la suite de la faillite de Rolladen-Schneider, la production a été reprise par DG Flugzeugbau.

## Histoire
Dans le milieu des années 1980, le LS4 a perdu sa position de favori dans la classe standard, à la suite de l'arrivée de l'excellent Discus fabriqué par Schempp-Hirth.
Le LS7 n'a pas été un remplaçant vraiment satisfaisant, ce qui a rendu nécessaire une nouvelle conception.
Le concepteur Wolf Lemke était sceptique quant à l'utilité de développer une aile entièrement nouvelle. Il n'y avait aucune garantie que les efforts et les investissements exigés apporteraient un gain réel, comme le LS7, l'ASW 24 et le DG-600 l'avaient clairement démontré.
Les outils disponibles à l'époque définissaient de manière aléatoire le comportement des profils dans les conditions variables et variées d'une journée de vol.
Aux Etats-Unis, le planeur LS6 de classe course (15 mètres) a réalisé d'étonnants résultats avec les volets de courbure verrouillés, en classe "Sport" (non reconnue par la  FAI).
Après cet évènement, Rolladen-Schneider a modifié un LS6-c en enlevant la commande des volets de courbure, en calant l'aile avec un angle d'incidence plus élevé et en ajoutant des winglets.
Ce prototype, encore expérimental, a surclassé les planeurs standard dernier cri pendant les championnats allemands à Neustadt-Glewe.
Le LS8 est finalement sorti en 1994 après quelques améliorations par rapport au prototype, comme une modification des ailerons et une amélioration aérodynamique due à la suppression des fentes des volets de courbure.
Résultats sportifs :
- 2e, 4e, 5e au championnat du monde de Vol à voile à Omarama en Nouvelle-Zélande en 1995.
- 1er, 2e, 3e, au championnat du monde de Vol à voile à St Auban en France en 1997.
- 6 des 10 premières places au championnat du monde de Vol à voile à Bayreuth en Allemagne en 1999.
- 3 premières places au championnat du monde de Vol à voile féminin en Lituanie en 2001

Beaucoup le considèrent toujours comme le meilleur planeur standard de toute sa classe.
Commercialement, le LS8 était une réussite, ce qui était dû à la fois à son potentiel élevé par rapport à la concurrence et aux caractéristiques de vol douces et faciles.
Apparues en dernier, les versions avec des rallonges d'ailes et une version 'turbo' ont été développées.
Un total de 491 exemplaires toutes versions confondues avaient été fabriqués depuis le mois de décembre 1995.
En dépit du succès commercial du LS8, la compagnie n'a pas prospéré et après une bataille économique et juridique, le LS8 et tous les autres planeurs de Rolladen-Schneider ont été repris par la société DG Flugzeugbau, où le LS8 - avec quelques changements au niveau du train d'atterrissage et rajout de la version 'Turbo' - est toujours en production.

## Développement de la version Turbo
Le développement de la version « Turbo » est passé par plusieurs étapes avec le prototype original conçu par Peter Wright (technologie de moteur de formule 1) avec une configuration où le moteur restait dans le fuselage et l'hélice sortait rapidement via une courroie et un système pneumatique.
La courroie passait à l'intérieur d'un pylône aérodynamique en fibre de carbone. Cet arrangement, admiré par beaucoup, a été trouvé trop complexe et trop cher à fabriquer et une conception beaucoup plus conventionnelle pour le Turbo a été choisie par la suite pour la production par LS. La conception de LS a été depuis modifiée par DG après leur acquisition de LS (Rolladen-Schneider) avec des systèmes de commande moteur maison.
Le prototype LS8-t (Turbo) original (après quelques difficultés avec le nouveau règlement d'EASA pour essayer d'exporter l'avion vers la France) a été converti de nouveau en LS8-b plus ou moins standard.

## Description générale
Le LS8 est d'une conception flexible et relativement conservatrice avec un potentiel élevé de développement futur. Bien que principalement conçu avec des caractéristiques pour la classe standard, il s'est prêté facilement pour évoluer avec des rallonges d'ailes et d'une motorisation.
- Configuration aérodynamique : winglets sont par défaut sur toutes les versions ; Les rallonges d'ailes pour porter l'envergure à dix-huit mètres sont en option sur certaines versions.
- Structure : Ailes, winglets, ailerons et la dérive sont fabriqués dans un mélange de fibre de carbone et de verre; la profondeur est un mélange de fibre de carbone et de Kevlar. La version rallongée a des longerons renforcés. Le cockpit est constitué de plusieurs couches de fibre de verre pour résister lors de crash.
- Système de commande : profondeur conventionnelle et stabilisateur horizontal pour la commande longitudinale et des aérofreins de type Schempp-Hirth sur l'extrados de l'aile, ailerons à grande corde (50 %) et la profondeur équipé d'un compensateur à ressort.
- Équilibrage des gouvernes : le système de gauchissement des ailerons est équilibré avec des contrepoids intégrés dans les ailes. Les ailerons des rallonges d'ailes sont également équilibrés. La profondeur et la gouverne de direction sont 100 % équilibrées.
- Étanchéité : toutes les commandes sont intégrées dans le fuselage et dans les ailes. La liaison entre les ailerons et l'ailes est étanchéifiée par des bandes de Téflon pour limiter la traînée. Le stabilisateur horizontal et le gouvernail de direction ont des joints en Teflon et Mylar.
- Frein d'atterrissage : actionné via les pédales de direction.
- Ballast : ballasts structurels avec deux réservoirs par aile pour la version LS8-a et les versions suivantes. Un petit ballast de queue dans la gouverne de direction d'une capacité de 3,5 à 12 litres pour corriger le centrage du planeur.
- Turbo : la variante -t apporte une solution innovatrice au problème du 'Turbo'. Le moteur fiable solo 2325 est joint à un propulseur de faible diamètre de « pales » qui sacrifie un peu d'efficacité de propulsion en échange d'une traînée beaucoup plus faible si le moteur ne démarre pas. L'unité d'extension hydraulique permet une sortie instantanée. Les deux innovations rendent LS8-t un des turbos les plus sûrs disponibles (la version 'turbo' de DG a un système de sortie électrique).

## Versions

### Rolladen-Schneider
- LS8: Version originale avec les réservoirs de ballast d'aile et de dérive démontable du LS6-c, et une envergure limitée à 15 mètres.
- LS8-a: Version avec un longeron renforcé et qui intègre des ballasts d'aile structuraux.
- LS8-18: comme le LS8-a avec en plus les ailerons équilibrés et un ballast de queue structurale. 2 configurations possibles 15 ou 18 mètres.
- LS8-b: comme LS8-18. Structurellement préparé (ailes et fuselage) au montage d'un moteur 'Turbo'.
- LS8-t: Comme LS8-b avec un 'turbo'.

### DG Flugzeugbau
Après le transfert de la propriété, les désignations et les caractéristiques ont légèrement changé.
- LS8-a: Comme la précédente version LS8-a, excepté le renforcement du longeron.
- LS8-s: correspond à la précédente version LS8-18, avec un train d'atterrissage élargi, les ailes renforcées pour obtenir une plus grande charge alaire et un poids maximal de 575 kg en 18 m d'envergure.
- LS8-st: La version 'turbo' diffère de la version LS8-t par le remplacement du système hydraulique de sortie du moteur, comme sur le LS8-s, et du système de gestion moteur par un DEI-NT (calculateur DG de contrôles et gestion paramètres moteur)
- LS8e neo: La version électrique et équipé des nouveaux winglets développés par DG

## Données techniques
| Type désignation                 | LS8                          | LS8-a                        | LS8-18                                        | LS8-b                                         | LS8-t                                         | LS8-s                                         | LS8-st                                        |                                   |
| Classe de compétition            | Classe standard ou 18 mètres | Classe standard ou 18 mètres | Classe standard ou 18 mètres                  | Classe standard ou 18 mètres                  | Classe standard ou 18 mètres                  | Classe standard ou 18 mètres                  | Classe standard ou 18 mètres                  |                                   |
| Nombre construit                 | 6                            | 438                          | 438                                           | 36                                            | 36                                            | 11                                            | 11                                            |                                   |
| Pilote                           | 1                            | 1                            | 1                                             | 1                                             | 1                                             | 1                                             | 1                                             |                                   |
| Dimension                        |                              |                              |                                               |                                               |                                               |                                               |                                               |                                   |
| Envergure                        | 15                           | 15                           | 15 / 18 m                                     | 15 / 18 m                                     | 15 / 18 m                                     | 15 / 18 m                                     | 15 / 18 m                                     |                                   |
| Longueur                         | 6,72 m                       | 6,72 m                       | 6,72 m                                        | 6,72 m                                        | 6,72 m                                        | 6,72 m                                        | 6,72 m                                        |                                   |
| Hauteur                          | 1,33 m                       | 1,33 m                       | 1,33 m                                        | 1,33 m                                        | 1,33 m                                        | 1,33 m                                        | 1,33 m                                        |                                   |
| Largeur de cockpit               | 0,61 m                       | 0,61 m                       | 0,61 m                                        | 0,61 m                                        | 0,61 m                                        | 0,61 m                                        | 0,61 m                                        |                                   |
| Hauteur de cockpit               | 0,80 m                       | 0,80 m                       | 0,80 m                                        | 0,80 m                                        | 0,80 m                                        | 0,80 m                                        | 0,80 m                                        |                                   |
| Surface alaire                   | 10,50 m2                     | 10,50 m2                     | 10,50 m2 (15 m) 11,40 m2 (18 m)               | 10,50 m2 (15 m) 11,40 m2 (18 m)               | 10,50 m2 (15 m) 11,40 m2 (18 m)               | 10,50 m2 (15 m) 11,40 m2 (18 m)               | 10,50 m2 (15 m) 11,40 m2 (18 m)               |                                   |
| Allongement                      | 21,4                         | 21,4                         | 21,4 (15 m) 28,4 (18 m)                       | 21,4 (15 m) 28,4 (18 m)                       | 21,4 (15 m) 28,4 (18 m)                       | 21,4 (15 m) 28,4 (18 m)                       | 21,4 (15 m) 28,4 (18 m)                       |                                   |
| Profil d'aile                    | FX 81-K-130/148              | FX 81-K-130/148              | FX 81-K-130/148                               | FX 81-K-130/148                               | FX 81-K-130/148                               | FX 81-K-130/148                               | FX 81-K-130/148                               |                                   |
| Masse et charge                  |                              |                              |                                               |                                               |                                               |                                               |                                               |                                   |
| Masse à vide                     | 240 kg                       | 245 kg                       | 250 kg                                        |                                               |                                               |                                               | 285 kg                                        |                                   |
| Ballast d'aile                   | 188 kg                       |                              |                                               |                                               |                                               |                                               |                                               |                                   |
| Ballast de queue                 | 3,8 kg                       | 5,5 kg                       | 12 kg                                         | 7,5 kg                                        | 7,5 kg                                        | 7,5 kg                                        | 7,5 kg                                        |                                   |
| Masse maximale                   | 525 kg                       | 525 kg                       | 525 kg                                        | 525 kg                                        | 525 kg                                        | 525 kg (15 m) 575 kg (18 m)                   | 525 kg (15 m) 575 kg (18 m)                   |                                   |
| Charge alaire maximale           | 50 kg/m2                     | 50 kg/m2                     | 50 kg/m2 (15 m) 46 kg/m2 (18 m)               | 50 kg/m2 (15 m) 46 kg/m2 (18 m)               | 50 kg/m2 (15 m) 46 kg/m2 (18 m)               | 50 kg/m2 (15 m) 50,4 kg/m2 (18 m)             | 50 kg/m2 (15 m) 50,4 kg/m2 (18 m)             | 50 kg/m2 (15 m) 50,4 kg/m2 (18 m) |
| Caractéristique de vol           |                              |                              |                                               |                                               |                                               |                                               |                                               |                                   |
| Vitesse maximale (VNE)           | 280 km/h                     | 280 km/h                     | 280 km/h                                      | 280 km/h                                      | 280 km/h                                      | 280 km/h                                      | 280 km/h                                      |                                   |
| Vitesse en air agité             | 190 km/h                     | 190 km/h                     | 190 km/h                                      | 190 km/h                                      | 190 km/h                                      | 195 km/h                                      | 195 km/h                                      |                                   |
| Taux de chute minimale           | 0,59 m/s                     | 0,59 m/s                     | 0,59 m/s (15 m) env. 0,51 m/s (18 m)          | 0,59 m/s (15 m) env. 0,51 m/s (18 m)          | 0,59 m/s (15 m) env. 0,51 m/s (18 m)          | 0,59 m/s (15 m) env. 0,51 m/s (18 m)          | 0,59 m/s (15 m) env. 0,51 m/s (18 m)          |                                   |
| Finesse maximale                 | 43                           | 43                           | 43 (15 m) 48 (18 m)                           | 43 (15 m) 48 (18 m)                           | 43 (15 m) 48 (18 m)                           | 43 (15 m) 48 (18 m)                           | 43 (15 m) 48 (18 m)                           |                                   |
| Taux de roulis (45° à 45°)       | 3,4 s à 96 km/h              | 3,4 s à 96 km/h              | 3,4 s à 96 km/h (15 m) 4,7 s à 92 km/h (18 m) | 3,4 s à 96 km/h (15 m) 4,7 s à 92 km/h (18 m) | 3,4 s à 96 km/h (15 m) 4,7 s à 92 km/h (18 m) | 3,4 s à 96 km/h (15 m) 4,7 s à 92 km/h (18 m) | 3,4 s à 96 km/h (15 m) 4,7 s à 92 km/h (18 m) |                                   |
| Taux de montée avec motorisation |                              |                              |                                               |                                               | 1 à 1,5 m/s (18 m)                            |                                               | 1 à 1,5 m/s (18 m)                            |                                   |
| Autonomie en vol en dauphin      |                              |                              |                                               |                                               | 300 km (18 m)                                 |                                               | 300 km (18 m)                                 |                                   |
| Motorisation                     |                              |                              |                                               |                                               | Solo 2323                                     |                                               | Solo 2323                                     |                                   |
| Puissance                        |                              |                              |                                               |                                               | 23 ch                                         |                                               | 23 ch                                         |                                   |
| Réservoir                        |                              |                              |                                               |                                               | 17,3 l                                        |                                               | 17,3 l                                        |                                   |

## Sources
1. ↑  « DG-Flugzeugbau.de : Techn. Daten der LS8 », sur web.archive.org, 21 novembre 2010 (consulté le 4 mai 2025)

- LS-Flugzeugbau website
- Sailplane Directory